# Metasoma

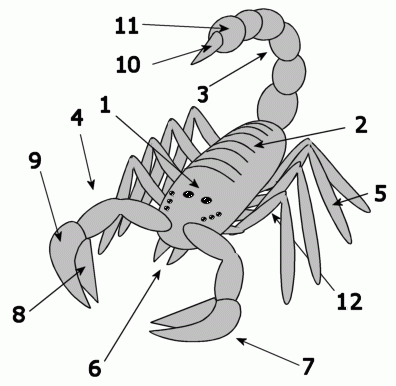
Anatomía de un escorpión:
1 = Prosoma;
2 = Mesosoma;
3 = Metasoma.

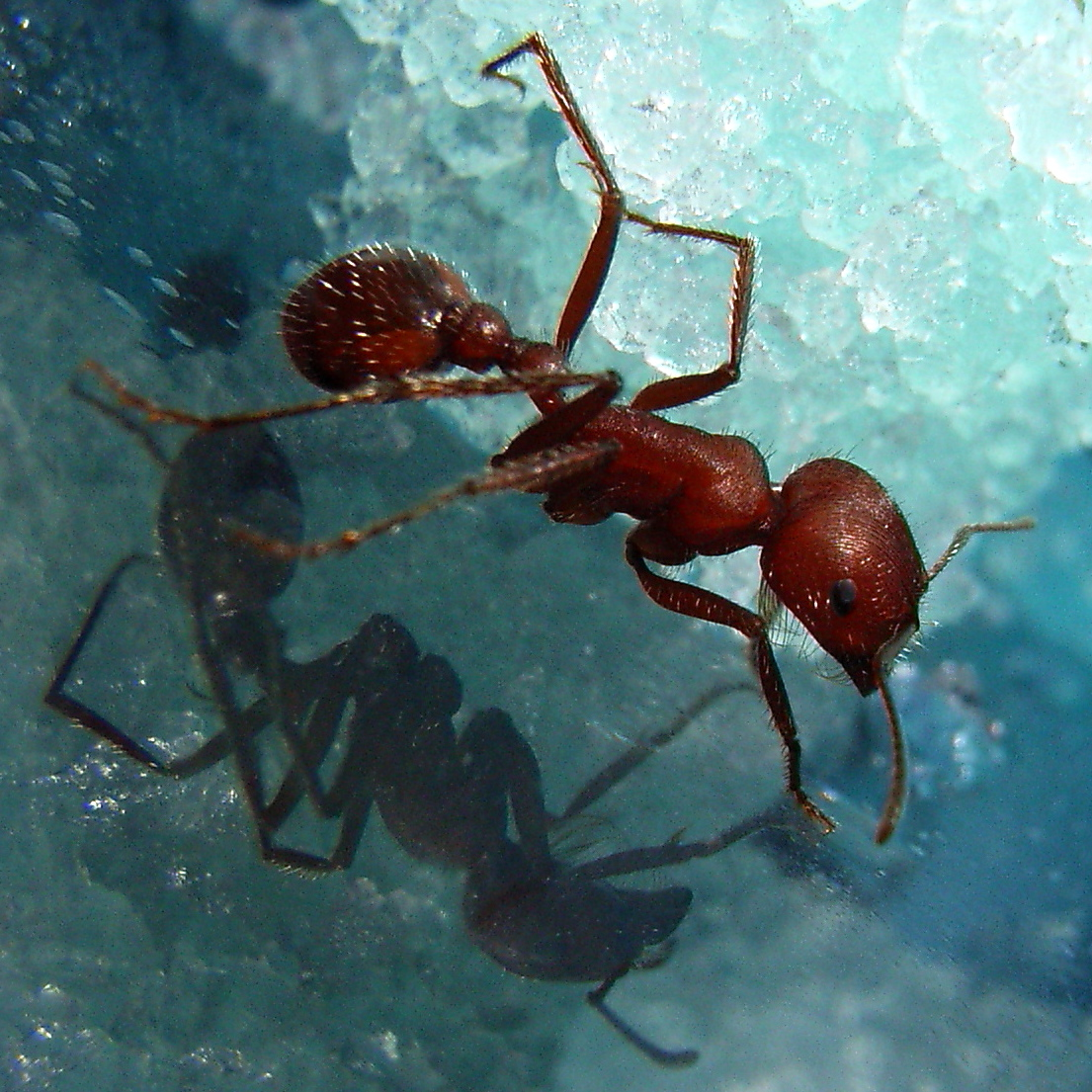
El metasoma es claramente visible en esta hormiga: es la sección posterior, incluido el peciolo.

El metasoma es la parte (tagma) posterior del cuerpo de los artrópodos cuyo cuerpo está formado de tres partes; los otros dos son el prosoma y el mesosoma. En los insectos, contiene la mayor parte del aparato digestivo, sistema respiratorio, sistema circulatorio y los segmentos apicales, que generalmente están modificados para formar los genitales. En algunos de los insectos más primitivos (por ejemplo el orden Archaeognatha), el segmento metasomal sostiene pequeños y articulados apéndices llamados estiletes, que generalmente se consideran vestigiales. También están los apéndices preapicales en la mayor parte de los órdenes de insectos, llamados cercos, que pueden ser multisegmentados y parecer casi un par posterior de antenas; estos pueden estar modificados de diversas formas, o perdidos por completo. Por otra parte, la mayor parte de insectos adultos carecen de apéndices en el metasoma, aunque muchos insectos larvales (por ejemplo las orugas) tengan alguna forma de apéndices, como propatas o, en insectos acuáticos, branquias.
En los himenópteros apócritos (avispas, abejas y hormigas), el metasoma consiste en el segundo segmento abdominal (que generalmente forma un peciolo) y los segmentos posteriores a este, y a menudo se le denomina gáster en lugar de referirse a él como «el abdomen»; en estos insectos, el primer segmento abdominal se denomina propodeo y está fusionado con el segmento final del tórax. El metasoma está blindado con placas quitinosas, dorsalmente con las placas tergales y ventralmente con las esternales.
En los escorpiones, el metasoma sería la cola y en otros arácnidos, como las arañas, el mesosoma está fusionado con el metasoma para formar el opistosoma.